# Willem de Sitter
Willem de Sitter (Sneek, 6 maggio 1872 – Leida, 20 novembre 1934) è stato un matematico, fisico e astronomo olandese.

## Biografia
Figlio del giudice Lamoraal Ulbo e di Catharine Bertling, Willem de Sitter nacque il 6 maggio 1872 a Sneek in Frisia. Da adolescente era solito scrutare il cielo con un piccolo telescopio e coltivare il suo interesse per l'astronomia leggendo soprattutto libri come Le meraviglie del cielo di Camille Flammarion e I cieli stellati di Frederik Kaiser. Nel 1891 si iscrisse alla facoltà di matematica e fisica dell'Università di Groningen, dove seguì le lezioni di astronomia di Jacobus Kaptein, con il quale successivamente lavorò come "calcolatore" nel suo laboratorio. Divenne professore all'Università di Leida nel 1908 e poi direttore dell'Osservatorio di Leida dal 1918 fino alla sua morte.

## Studi
Notevoli e numerosi sono stati i contributi di de Sitter alla cosmologia. Nel 1932, insieme ad Albert Einstein, scrisse un articolo su dati cosmologici e curvatura dell'universo.
Notevoli gli studi sulla teoria della relatività generale e sulle applicazioni all'espansione dell'universo e alle sue origini. Introdusse un modello di universo, definito quindi Universo di de Sitter, sferico nello spazio-tempo avente una superficie limite a distanza finita.
Svolse importanti studi sulle orbite dei satelliti di Giove e diede contributi nello studio della velocità della luce. De Sitter mostrò che la velocità della luce proveniente da due stelle, di cui una in allontanamento ed una in avvicinamento al punto di osservazione, rimane costante (Paradosso di De Sitter) evidenziando che la velocità della luce è una costante universale e non dipende dal moto della sorgente emettente. Lo studio avvenne con l'osservazione di un sistema stellare binario nel quale la velocità di propagazione della luce rimane invariato.

## Riconoscimenti
- Medaglia James Craig Watson  (1929)
- Medaglia Bruce (1931)
- Medaglia d'Oro della Royal Astronomical Society (1931)

In suo onore sono stati nominati:
- un cratere lunare: cratere de Sitter
- un asteroide: 1686 De Sitter